# Altlandsberg
Altlandsberg – miasto w Niemczech, w kraju związkowym Brandenburgia, w powiecie Märkisch-Oderland. Altlandsberg leży 22 km na wschód od centrum Berlina. 31 grudnia 2011 miasto zamieszkiwało 8723 osób.

## Historia
Przy  układzie pomorsko-brandenburskim w Kostrzynie z 5 grudnia 1323 poręczyło (wraz z Frankfurtem i Münchebergiem) za askańskich książąt saskich (pretendentów brandenburskich) Rudolfa i Wacława. Podczas najazdu husytów na Brandenburgię w 1432 miasto znajdowało się na trasie przemarszu czeskich wojsk.

## Współpraca
Miejscowości partnerskie:
- Stadtlohn, Nadrenia Północna-Westfalia